# چرچیل، هیتلر و جنگ نالازم
چرچیل، هیتلر و جنگ نالازم: چگونه بریتانیا امپراتوری خود را و غرب جهان را از دست داد،( انگلیسی: Churchill,Hitler and Unnecessary war:How Britain lost it's empire and west lost the world)کتابی نوشته پاتریک جوزف بیوکنن است که در می 2008 منتشر شد. بوکانان استدلال می کند که هر دو جنگ جهانی  ناضروری بودند و تصمیم امپراتوری بریتانیا برای پیوستن به جنگ ها تأثیر فاجعه باری در سطح جهانی داشت. یکی از اهداف بیان شده بوکانان تضعیف چیزی است که او به عنوان " فرقه چرچیل" در نخبگان آمریکا توصیف کرد.  بوکانن به ویژه بر چگونگی کمک وینستون چرچیل به نفوذ بریتانیا در جنگ های جهانی یکم و دوم با آلمان در سال 1914 و 1939 تمرکز می کند.

## مراجع
1. ↑  Buchanan 2008, p. xix.